# Gen referencyjny
Geny referencyjne – geny biorące udział w regulacji podstawowych i wszechobecnych funkcji komórki, które są niezbędne do jej przeżycia i prawidłowego funkcjonowania. Zaliczane są również do genów utrzymujących porządek (ang. Housekeeping genes). 
W związku z ich przypuszczalnie niezmienną ekspresją, geny te są stosowane jako geny odniesienia do kontroli ekspresji genów pochodzących z innych komórek, wykorzystywane do normalizacji poziomów mRNA między próbkami w ilościowej reakcji łańcuchowej polimerazy z odwrotną transkrypcją qRT-PCR. Najwłaściwszy gen referencyjny powinien być wyrażany w komórkach na stałym poziomie, na różnych etapach rozwoju, w różnych warunkach przeprowadzanego eksperymentu. Jak pokazują badania, nie istnieje jeden idealny gen, który wykazuje stałą ekspresję we wszystkich tych warunkach, dlatego też niezbędne w wyborze genu referencyjnego jest wykonanie walidacji danego genu, co ma wpływ na dokładną analizę jego ekspresji. 
Obecnie najczęściej stosowane geny referencyjne to GAPDH (dehydrogenaza aldehydu 3- fosfoglicerynowego), ACT (β-aktyna), 18S rRNA i 28S rRNA, ALB (albumina), EF1A (elongation factor 1α) i inne. W celu określenia, który gen odniesienia jest najlepszy do normalizacji transkryptu w konkretnym zbiorze próbek, opracowano algorytmy statystyczne takie jak RefFinder, NormqPCR, RefGenes, OLIVER, geNorm, BestKeeper i NormFinder.